# Labidoplax similimedia
Labidoplax similimedia is een zeekomkommer uit de familie Synaptidae.
De wetenschappelijke naam van de soort werd in 1985 gepubliceerd door J.D. Gage.